# زوکن
زوکن (انگلیسی: Zuken) شرکت نرم‌افزار ژاپنی است، که در سال ۱۹۷۶ تأسیس شد.